# 莫哈末诺候赛因
莫哈末•诺•侯赛因（1954年—2021年9月20日），简称莫哈末诺，是一名新加坡足球运动员，曾担任前锋。他代表国家队，在1977年赢得马来西亚杯，并在1981年获得亚军。莫哈末诺在70年代曾因其俊俏的外表和出色的运球能力而出名。

## 生平
1977年，莫哈末诺与歌手Rahimah Rahim结婚，夫妻俩育有一女。他们于1988年离婚。
2021年9月20日，莫哈末诺于当日早上因心脏病发去世，享年67岁。 

## 职业生涯
1977年3月6日，莫哈末诺在一场世界杯外围赛中曾攻入一个制胜球，帮助新加坡在加冷体育场以1比0打败马来西亚，成为当时在亚洲最好的球队之一。
1981年，新加坡队在当年的马来西亚杯当中以0-4不敌雪兰莪队，莫哈末诺自此退出足坛。